# Norra Hornslandet
Norra Hornslandet är ett av flera naturreservat på Hornslandet i Hudiksvalls kommun i Hälsingland.
Reservatet är skyddat sedan 1989 och är 109 hektar stort. Det består mest av skog och myrmark. Här finns mycket gamla knotiga tallar. I den storblockiga terrängen har de åldrats i över 400 år. Här finns också Sveriges äldsta tall, den är drygt 750 år!

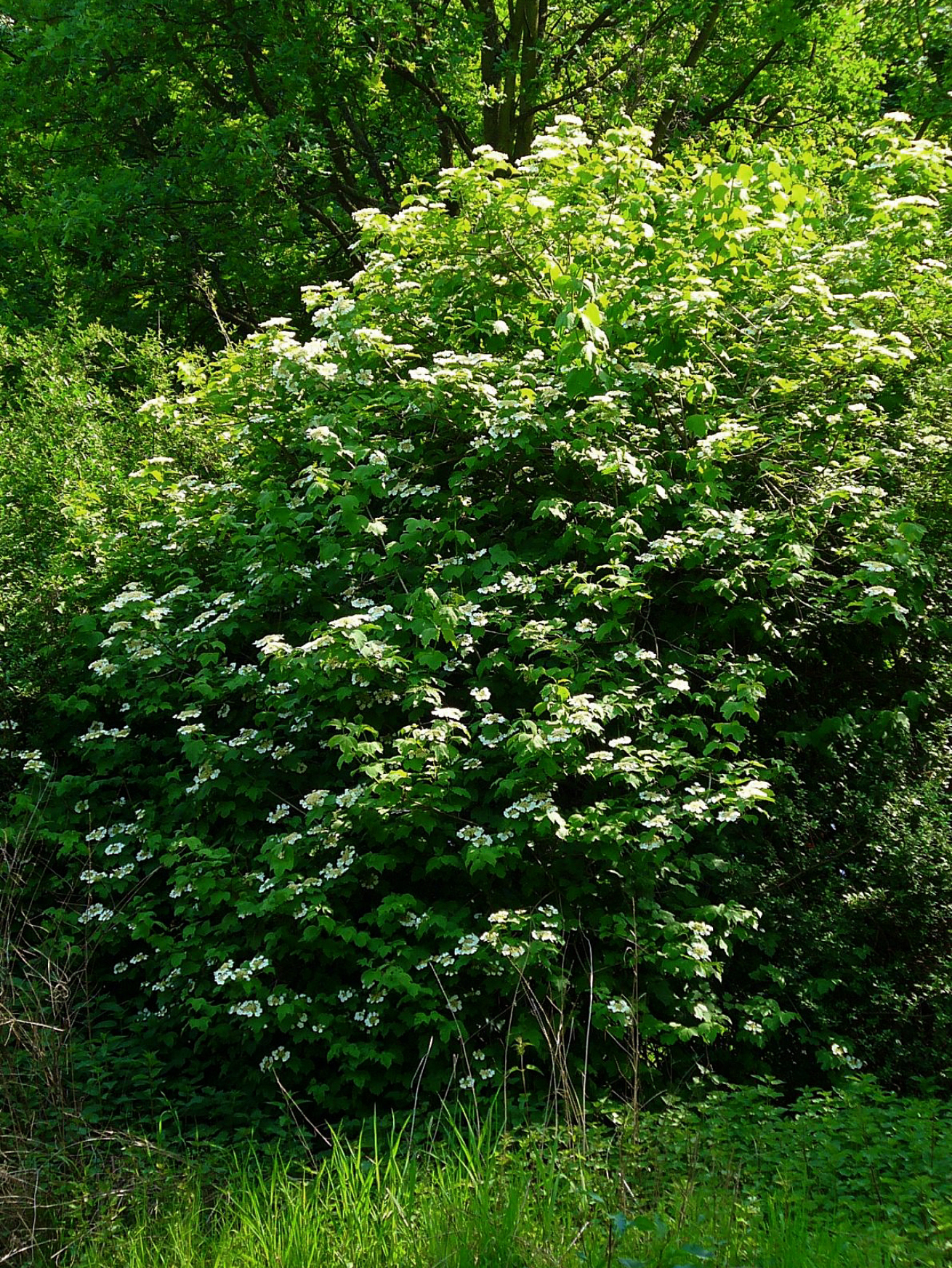
Skogsolvon

I reservatet finns även klapperstensfält, fuktiga svackor och sumpartade lövkärr. I de fuktiga svackorna domineras skogen av aspar och björkar, både levande och döda. I dessa bördiga delar växer bl.a. blåsippa, olvon och ormbär. Längs markerade stigar genom reservatet finns kultur- och fornlämningar.
Norra Hornslandet ingår i Ekopark Hornslandet.

## Källa
- Länsstyrelsen, naturreservat Norra Hornslandet

1. 1 2 3 4 5  Skyddade områden, naturreservat, 18 december 2015, läs onlineläs online, läst: 20 januari 2017.[källa från Wikidata]
2. 1 2  Skyddade områden, naturreservat, 25 februari 2020, läs onlineläs online, läst: 25 februari 2020.[källa från Wikidata]